# براد تشايلدريس
براد تشايلدريس (بالإنجليزية: Brad Childress)‏ هو لاعب كرة قدم أمريكية ومدرب رياضي أمريكي، ولد في 27 يونيو 1956 في أورورا في الولايات المتحدة.

## وصلات خارجية
- براد تشايلدريس على موقع إن إن دي بي (الإنجليزية)